# Leányvár vasútállomás
A Leányvár vasútállomás a vasútvonal történetével egyidős vasútállomások egyike a Budapest–Esztergom-vasútvonalon, amit a Magyar Államvasutak Zrt. (MÁV) üzemeltet a Komárom-Esztergom vármegyei Leányvár közigazgatási területén. A község lakott területének északkeleti szélén helyezkedik el, közvetlenül a 10-es főút mellett.
Korábbi elnevezése Leányvár–Csév vasútállomás volt.
Áthaladó vasútvonal:
- Budapest–Esztergom-vasútvonal (2)

## Leírása
A vasútállomás a vasútvonal eredetileg egyvágányos szakaszán épült. Az állomásépület a vasútvonallal egyidős, a korabeli helyiérdekű vasúti szabványok szerint épült. Az állomás bizonyos mértékű hátránya, hogy a település szélén található, ráhordó közúti közlekedés sincs. Az épületben a felújításig váróterem és mellékhelyiség üzemelt, menetjegykiadás és utastájékoztató berendezés nélkül; az utasok komfortját a szomszédos büfé és üzlet növelte.

## Megközelítés budapesti tömegközlekedéssel
- Busz:  800

## Forgalom
| Járat | Útvonal | Gyakoriság                                  |
| ----- | --- | ------------------------------------------- |
| S72   | Budapest-Nyugati – Rákosrendező – Angyalföld – Újpest – Aquincum – Óbuda – Aranyvölgy – Üröm – Solymár – Szélhegy – Vörösvárbánya – Pilisvörösvár – Szabadságliget – Klotildliget – Piliscsaba – Magdolnavölgy – Pilisjászfalu – Piliscsév – Leányvár – Dorog – Esztergom-Kertváros – Esztergom | Hajnalban 30 percenként, késő este óránként |
| Z72   | Budapest-Nyugati – Angyalföld – Újpest – Aquincum – Solymár – Pilisvörösvár – Piliscsaba (– Magdolnavölgy) – Pilisjászfalu – Piliscsév – Leányvár – Dorog – Esztergom-Kertváros – Esztergom | Hétköznap óránként                          |
| Z72   | Budapest-Nyugati → Angyalföld → Újpest → Aquincum → Aranyvölgy → Solymár → Pilisvörösvár → Piliscsaba → Pilisjászfalu → Piliscsév → Leányvár → Dorog → Esztergom-Kertváros → Esztergom | Hétköznap reggel 1 Esztergom felé           |
| Z72   | Budapest-Nyugati – Rákosrendező (– Vasútmúzeum) – Angyalföld – Újpest – Aquincum – Solymár – Pilisvörösvár – Piliscsaba (– Magdolnavölgy) – Pilisjászfalu – Piliscsév – Leányvár – Dorog – Esztergom-Kertváros – Esztergom                                                                      | Hétvégén óránként                           |